# Oleksandr Sizov
Oleksandr Sizov (in ucraino Олександр Сізов?; Charkiv, 16 giugno 1988) è un cestista ucraino.

## Carriera
Con l'Ucraina ha disputato i Campionati europei del 2015.

## Palmarès
- Campionato ucraino: 1

Dnipro: 2019-20
- Coppa d'Ucraina: 1

Dnipro: 2018